# Симати, Аунесе Макои
Аунесе Макои Симати (Aunese Makoi Simati) — дипломат из Тувалу, постоянный представитель страны в ООН с декабря 2012 года.
Аунесе получил высшее образование в новозеландском Университете Уаикато, имеет диплом магистра общественных наук. В 1991—2003 годах работал в министерстве финансов Тувалу в отделе планирования. В 1999 году получил должность старшего второго секретаря. В 2003 году был повышен до исполняющего обязанности постоянного заместителя министра коммуникаций и транспорта, затем — постоянного заместителя министра в министерстве внутренних дел (в 2005). В следующем году вернулся в министерство финансов в должности постоянного заместителя министра.
В 2009 начал дипломатическую карьеру с должности постоянного заместителя министра в отделе внешних связей при канцелярии премьер-министра (Аписаи Иелемии). В следующем году стал верховным комиссаром на Фиджи. 20 декабря 2012 года Аунесе представил свою кандидатуру на должность постоянного представителя Тувалу генеральному секретарю ООН Пан Ги Мун. Пареллельно с работой в ООН Аунесе является послом Тувалу в США, его кандидатура была представлена Бараку Обаме 14 января 2013 года.